# وليام أوردواي بارتريدج
كان ويليام أوردواي بارتريدج (11 أبريل 1861 - 22 مايو 1930) نحاتًا ومدرسًا ومؤلفًا أمريكيًا. من أشهر أعماله نصب شكسبير التذكاري في شيكاغو وتمثال الفروسية للجنرال غرانت في بروكلين وبييتا في كاتدرائية القديس باتريك في مانهاتن وتمثال بوكاهانتس في جيمستاون في فرجينيا.

## حياته ومسيرته المهنية

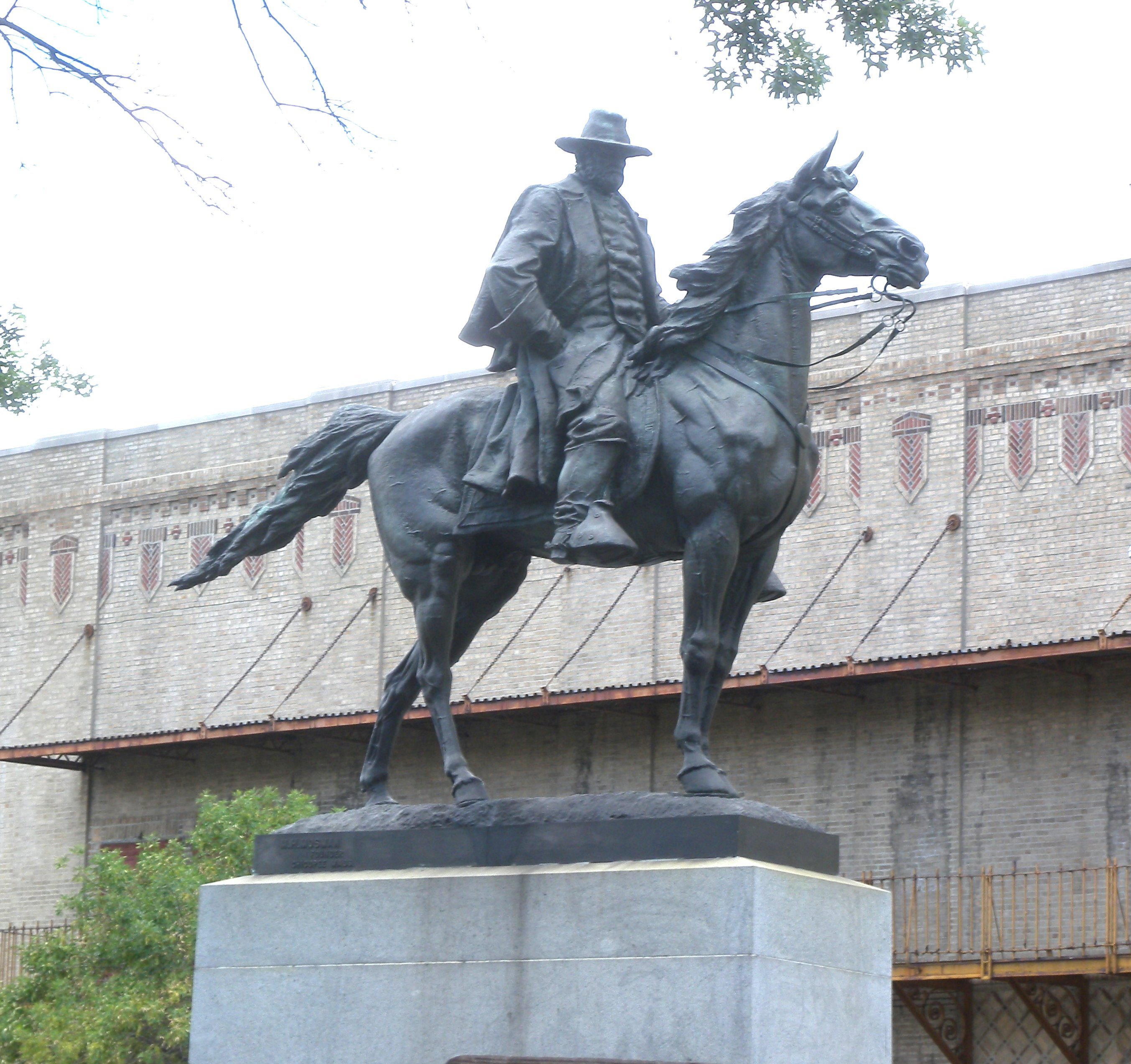
الجنرال يوليسيس س. جرانت (1896)، جرانت سكوير، بروكلين، مدينة نيويورك

وُلد في باريس، وكان الابن الأصغر لجورج سيدني بارتريدج الابن وهيلين ديربي كاتلين. كان والده ممثل متجر التجزئة إيه تي ستيوارت التابع لمدينة نيويورك في باريس. وكانت والدته ابنة عم الرسام جورج كاتلين. أصبح شقيقه سيدني كاتلين بارتريدج أسقفًا للكنيسة الأسقفية.

### تعليمه
عادت عائلة بارتريدج إلى مدينة نيويورك في 1868، وسجلته في أكاديمية تشيشير في كونيكتيكت، ثم في جامعة أدلفي في بروكلين. دخل جامعة كولومبيا في خريف 1881، لكنه اضطر إلى الانسحاب منها بسبب سوء حالته الصحية. سافر إلى أوروبا في 1882، ودرس في فلورنسا في استوديو فورتوناتو غالي، حيث أصبح صديقًا للشاب برنار برنسن. على الرغم من أنه لم يلتحق رسميًا بالمدرسة الوطنية للفنون الجميلة، فإنه راجع الفصول الدراسية هناك في خريف 1883، ودرس فترة وجيزة في استوديو النحات أنتونين مرسيه في باريس. عاد إلى مدينة نيويورك في ربيع 1884، والتحق بالأكاديمية الأمريكية للفنون المسرحية. وظهر في عمل في مدينة نيويورك لديفيد كوبرفيلد، وانتقل إلى بوسطن، حيث أعال نفسه من خلال تنفيذ قراءات درامية لشكسبير والشعراء الرومانسيين. استمر في النحت، وتلقى التشجيع في ذلك من ابن عمه النحات جون روجرز.
تزوج من أوغستا ميريام في 1887، وهي أرملة ثرية من ميلتون في ماساتشوستس، وكانت أكبر منه بنحو 15 عامًا. سافرا معًا إلى أوروبا في ذلك العام، حيث درس فترة وجيزة في استوديو الرسام ويليام أدولف بوغيرو في باريس. شكل هناك صداقة وثيقة مع المهندس المعماري القوطي الحديث رالف آدامز كرام. انتقل الزوجان إلى روما، حيث درس في استوديو النحات البولندي بيو ويلونسكي. عادا إلى ميلتون في ماساتشوستس في 1889، حيث أنشأ الاستوديو الخاص به.

### منحوتاته
صنع بارتريدج تمثالين برونزيين أكبر من الحجم الفعلي لألكسندر هاميلتون ونفذهما بفارق 15 عامًا. جاء التكليف بصناعة التمثال الأول من نادي هاميلتون في بروكلين ونُصب التمثال أمام مقر النادي في بروكلين هايتس ودُشن في 4 أكتوبر 1893. عُرض النموذج الجصي كامل الحجم الذي صنعه بارتريدج لهاميلتون في المعرض الكولومبي العالمي في شيكاغو لعدة أشهر قبل هذا التدشين وبعده. بقي التمثال البرونزي في بروكلين حتى 1936، عندما نُقل إلى ذا غرينج، منزل هاميلتون الريفي في شمال مانهاتن. جاء التكليف بصناعة تمثال هاميلتون الثاني من رابطة خريجي كلية كولومبيا [جامعة كولومبيا الآن]. نُصب في الحرم الجامعي أمام قاعة هاميلتون ودُشن في 27 مايو 1908. كلا تمثالي هاميلتون موجودان في شمال مانهاتن، والمسافة بينهما أقل من 1.5 ميل (2.4 كم).
فاز بارتريدج بمسابقة وطنية لصناعة تمثال لوليام شكسبير في شيكاغو، إلينوي في 1890. عاد إلى باريس حيث جهز استوديو للعمل على المشروع. عرض نموذجه الجصي كامل الحجم لشكسبير في المعرض الكولومبي العالمي في 1893 في شيكاغو، مع تسعة أعمال أخرى. نُصب تمثاله البرونزي لشكسبير في منتزه لينكولن في الربيع التالي، ودُشن في 23 أبريل 1894 في الذكرى 330 لمولد الشاعر. كتب بارتريدج سونيته بمناسبة تدشينه.
كان تمثال الفروسية للجنرال يوليسيس غرانت (1895-1896) أضخم أعمال بارتريدج. صُنع بتكليف من نادي اتحاد العصبة في بروكلين، ونُصب وسط شارع بيدفورد أمام مقر النادي، ودُشن في 27 أبريل 1896. يبلغ ارتفاع الحصان والفارس البرونزي نحو 12 قدمًا (3.7 مترًا)، وينتصبان على قاعدة من الجرانيت يبلغ ارتفاعها نحو 15 قدمًا (4.6 مترًا).
مولت تركة من الإنجليزي جيمس سميثسون (نحو 1765-1829) إنشاء مؤسسة سميثسونيان. كُلف بارتريدج في 1896 بصناعة لوح تذكاري برونزي لإحياء ذكرى تلك التركة لصالح مقبرة سميثسون في جنوة في إيطاليا. استند في بورتريه بطريقة النحت البارز لسميثسون إلى بورتريه بنفس الطريقة من 1817 مأخوذ عن صورته الحية من قبل بيير جوزيف تيولييه (ومنسوب سابقًا إلى أنطونيو كانوفا). صنع بارتريدج في البداية قالبين للوح البرونزي، أحدهما للمقبرة والآخر لكنيسة الروح القدس البروتستانتية القريبة. صنع قالبًا برونزيًا ثالثًا في 1898 لمدرسة سميثسون الأم، كلية بيمبروك في جامعة أكسفورد. سُرقت اللوحة البرونزية للمقبرة، واستُخدم اللوح البرونزي للكنيسة باعتباره نموذجًا للنسخة الرخامية التي نُصبت في المقبرة في 1900. اقترح ألكسندر غراهام بل، أحد أعضاء مجلس أمناء سميثسونيان، إحضار رفات سميثسون إلى الولايات المتحدة عندما علم أن مقبرة جنوة ستُدمر لتوسيع مقلع الحجارة المجاور. نُقلت رفات سميثسون والنصب التذكاري لقبره إلى سرداب مبنى قلعة سميثسونيان في العاصمة واشنطن في 1904. كانت النسخة الرخامية لعام 1900 من لوح بارتريدج جزءًا من عملية النقل تلك. دُمرت كنيسة الروح القدس بقصف الحلفاء في أثناء الحرب العالمية الثانية. نُحتت نسخة رخامية من لوح بارتريدج في 1963، وهي موجودة اليوم في موقع الكنيسة.
أشهر الأعمال الدينية لبارتريدج هو بييتا، بحجم أكبر من الحجم الفعلي، صنعه لكاتدرائية القديس باتريك في مانهاتن. يظهر فيه المسيح الميت منهارًا أمام مريم الجالسة، والتي تحتضن وجهه بيدها. كتب الناقد روبرت بيرنز ويلسون تقديرًا حساسًا للعمل. تقع بييتا، المنحوتة من رخام كرارا الأبيض، في الممشى المسقوف خلف المذبح العالي.
كلفت جمعية الحفاظ على آثار فرجينيا بارتريدج بصناعة تمثال برونزي أكبر من الحجم الفعلي للأميرة الأمريكية الأصلية بوكاهانتس، لمعرض جيمستاون 1907 في نورفولك في فرجينيا. احتفل المعرض بمرور 300 عام على تأسيس أول مستوطنة إنجليزية دائمة في الأمريكتين. نُصب تمثال بوكاهانتس أمام مبنى الإدارة للمعرض، وأعارت الجمعية التمثال لاحقًا إلى معرض كوركوران للفنون في العاصمة واشنطن. تبرعت الجمعية بالتمثال إلى جيمستاون، حيث أعيد تدشينه في 3 يونيو 1922. زارت الملكة إليزابيث الثانية جيمستاون في 1957 للاحتفال بالذكرى 350 لتأسيس أول مستوطنة إنجليزية في الأمريكيتين، وسَحَرها التمثال. ألهمت ردة فعلها صنع نسخة طبق الأصل لاحقًا، قدمها حاكم فرجينيا هدية للشعب البريطاني. دُشنت النسخة البرونزية في 5 أكتوبر 1958 ونُصبت خارج كنيسة القديس جورج في غريفسند، وهي الكنيسة الإنجليزية التي دُفنت فيها بوكاهانتس في 1617.

### عمله في التدريس
حاضر بارتريدج في الجمعية الوطنية للعلوم الاجتماعية وكلية كونكورد للفلسفة ومعهد بروكلين. حاضر فيما يعرف الآن بجامعة جورج واشنطن، في العاصمة واشنطن، من 1897 إلى 1903 وانتقل ليحاضر في جامعة ستانفورد في كاليفورنيا.
كتب دليلًا عن النحت بعنوان: تقنية النحت (1895).
كان استوديو بارتريدج في الشارع 15 غربي الجادة الخامسة في الشارع 38 في مانهاتن. ومن بين مساعدي بارتريدج في الاستوديو لي لوري.

### حياته الخاصة
أنجب بارتريدج وأوغستا ميريام طفلة سمياها أوغوستا أيضًا (توفيت في 1916). انفصل الزوجان في 1904.
تزوج من الشاعرة مارغريت ريدجلي شوت في 14 يونيو 1905. أنجبا طفلة وسمياها مارغريت أيضًا.
توفي بارتريدج في مانهاتن في مدينة نيويورك في 22 مايو 1930.